# Драгаліна (Хліпічень, Ботошань)
Драгаліна (рум. Dragalina) — село у повіті Ботошані в Румунії. Входить до складу комуни Хліпічень.
Село розташоване на відстані 362 км на північ від Бухареста, 42 км на схід від Ботошань, 58 км на північний захід від Ясс.

## Населення
За даними перепису населення 2002 року у селі проживали 449 осіб, усі — румуни. Усі жителі села рідною мовою назвали румунську.